# ويلهلم باير
ويلهلم باير (بالألمانية: Wilhelm Beyer)‏ هو سياسي ألماني، ولد في 1885 في ألمانيا، وتوفي بنفس المكان في 1945. حزبياً، نشط في الحزب النازي. انتخب عضو مجلس النواب الألماني من ألمانيا النازية.